# Cayratia longiflora
Cayratia longiflora är en vinväxtart som beskrevs av Descoings. Cayratia longiflora ingår i släktet Cayratia och familjen vinväxter. Inga underarter finns listade i Catalogue of Life.